# ラジャ・フマボン (フリゲート)
|                                              | |
| 艦歴                                         | |
| USS Atherton (DE-169)1943年 - 1945年         | |
| 発注                                         | 1942年 |
| 起工                                         | 1943年1月14日 |
| 進水                                         | 1943年5月27日 |
| 就役                                         | 1943年8月29日 |
| 退役                                         | 1945年12月10日 |
| JDS Hatsuhi (DE-263)1955年 - 1975年          | |
| RPS Rajah Humabon(PS-78)1980年-2018年3月15日 | |
| 性能要目                                     | |
| 排水量                                       | 1,390トン（基準） 1,620トン（満載）                                                                                   |
| 全長                                         | 93 m |
| 全幅                                         | 11.17 m |
| 吃水                                         | 3.5 m （満載時） |
| 機関                                         | GM式16-278A型ディーゼル機関4基 電動機4基 5,800馬力 2軸推進                                                            |
| 最大速力                                     | 21 ノット |
| 航続距離                                     | 10,800 海里（12ノット）                                                                                               |
| 乗員                                         | 士官15名 下士官兵165名                                                                                                |
| 兵装                                         | - Mk.22 50口径3インチ単装砲 3基 - ボフォース 40mm連装機関砲 3基 - エリコン 20 mm単装機関砲 6基 - 12,7mm単装機関銃 4挺 |

ラジャ・フマボン (BRP Rajah Humabon (FF-11)) は、フィリピン海軍のフリゲート艦である。2011年まで、長年にわたりフィリピン海軍の旗艦を務め、フィリピンにとって最大の戦闘艦艇だった（en:BRP Dagupan City (LC-551)等車両輸送艦には更に大型の物もある）。
艦名はセブ島でフェルディナンド・マゼランにより最初にキリスト教の洗礼を受けた族長の名前ラジャ・フマボン（王）en:Rajah Humabonに因む。
この時イスラム教徒として反抗しマゼランを討ち取ったのがラプ＝ラプであり、ラージャはサンスクリット語で王の意味である。

## 艦歴

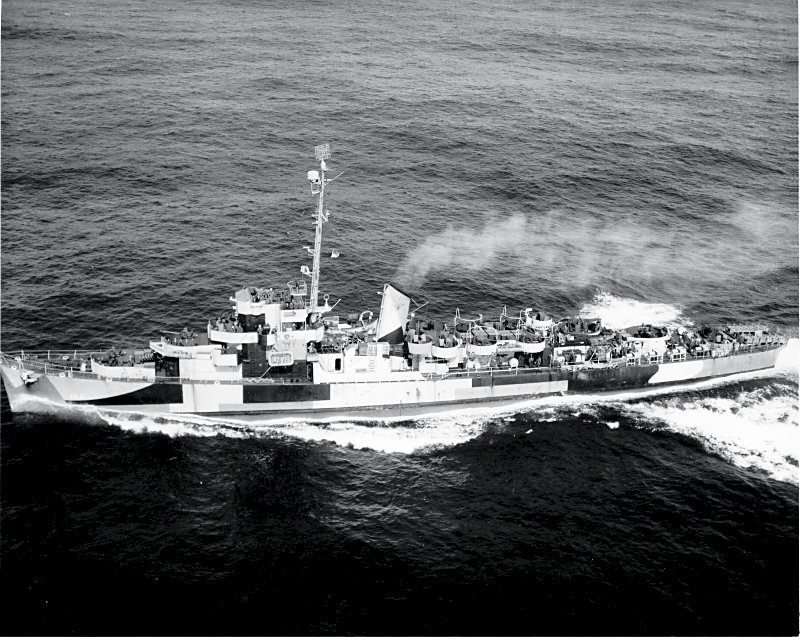
as USS Atherton circa 1945

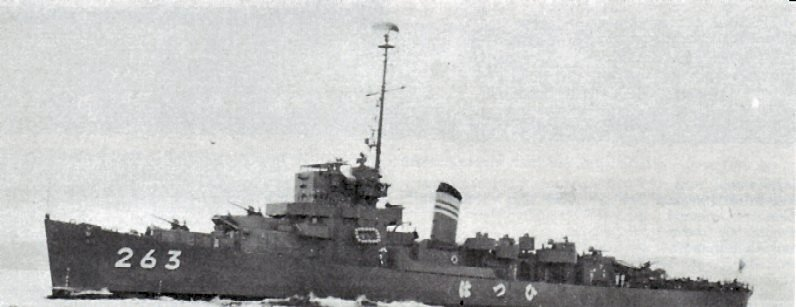
as JMSDF Hatsuhi circa 1967

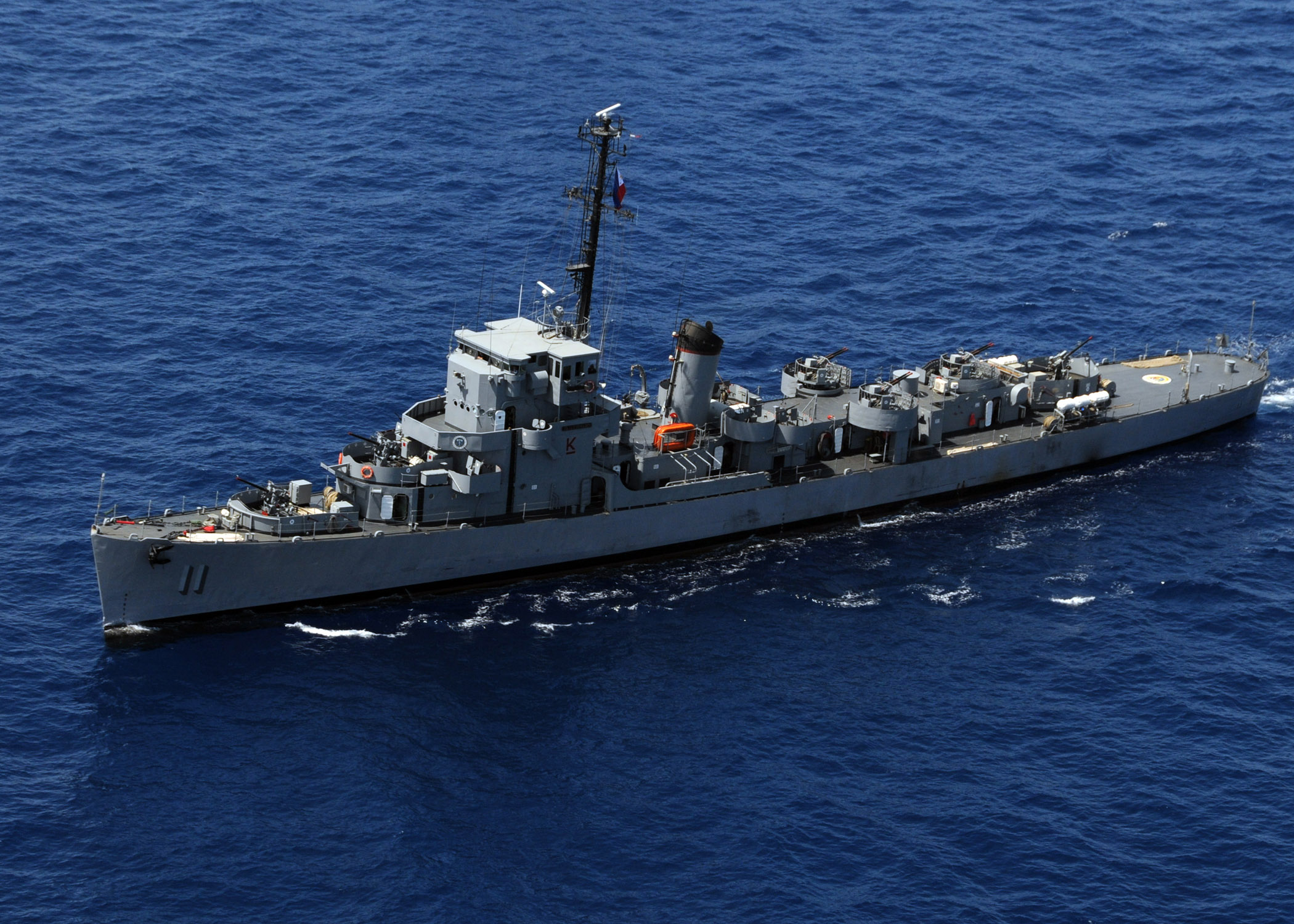
as AFP Rajah Humabon circa 2010

### アメリカ海軍
1943年キャノン級護衛駆逐艦アザートンとして竣工。
1945年5月6日ドイツＵボート艦隊の潜水艦をアメリカ東海岸で他の艦との共同で撃沈。戦後は艦齢が若い個艦から順に、冷戦時代における西側同盟国への援助に用いられ、世界中で活躍する事となる。

### 海上自衛隊
1955-75年、あさひ型護衛艦「はつひ」となる。同じく貸与された元はアミック (USS Amick, DE-168)である同型艦「あさひ」と2隻で活動し、旧帝国海軍の駆逐艦「梨」こと護衛艦「わかば」と共に、黎明期の護衛艦隊を支えた。

### フィリピン海軍
1976年アメリカ海軍に返還後1978年にフィリピンに売却され、1980年よりフィリピン海軍に就役。一時大韓民国で既に韓国海軍に貸与されていた同型艦Kyong Ki (DE-71) /en:USS Muir (DE-770) and Kang Won (DE-72) /en:USS Sutton DE-771の装備品を使いオーバーホールされた後、「はつひ」はラジャ・フマボンBRP Rajah Humabon (PF-6), 「あさひ」はドゥツ・シカツナ（en:BRP Datu Sikatuna (PF-5)）と改名され、元ブースen:USS Booth (DE-170)改名後en:BRP Datu Kalantiaw (PS-76)と3隻で活動する。
- 1993年、他の2艦が台風の被害を受けたりスペアパーツ化するなどして退役する中でラジャ・フマボンも一旦退役するが、その後再び現役復帰する。
- 1996年復帰して艦首番号を(PF-11)に変更、この頃ヘッジホッグ等維持出来なくなった対潜兵器類を撤去
- 2000年1月下旬 - 3月6日アメリカ海軍との合同演習「バリカタン2000」に参加、2月中国漁船へ警告射撃
- 2002年6月22日掃海艇en:BRP Rizal (PS-74)と上海へ親善訪問
- 2009年4月合同演習「バリカタン2009」にピーコック級哨戒艦（BRP Artemio Ricarte）やエセックスと参加
- 2016年4月艦首番号を(FF-11)に変更。
- 2017年5月23日海上自衛隊の護衛艦きりさめと親善訓練を実施[1]
- 2022年10月30日カビテ海軍造船所の桟橋に係留されていたが台風22号により水没しているのが確認された[2]。

軍艦の耐用年数が通常25年と言われる中、本艦は艦齢70年を超えていた。2011年3月にアメリカより譲渡されたハミルトン級カッターWHEC-715ハミルトンが本艦に代わってフィリピン海軍に就役（デル・ピラール級哨戒艦）し、近い将来にはマエストラーレ級フリゲートの導入が図られる中、2018年3月15日についに退役。アメリカ海軍での就役から実に75年、アメリカ・日本・フィリピンの三カ国で計60年間に及ぶ現役生活だった。

## 画像

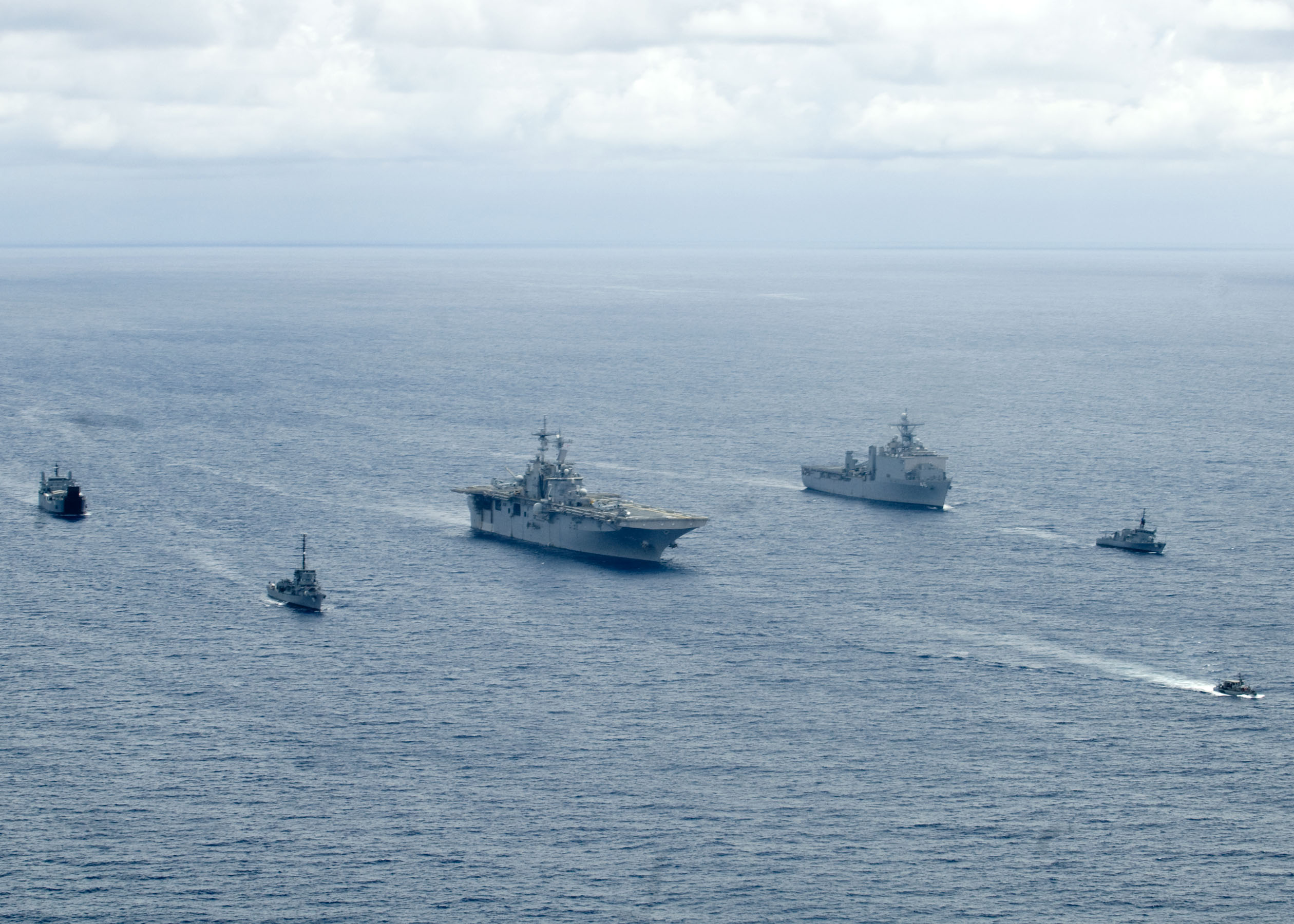
バリカタン2009
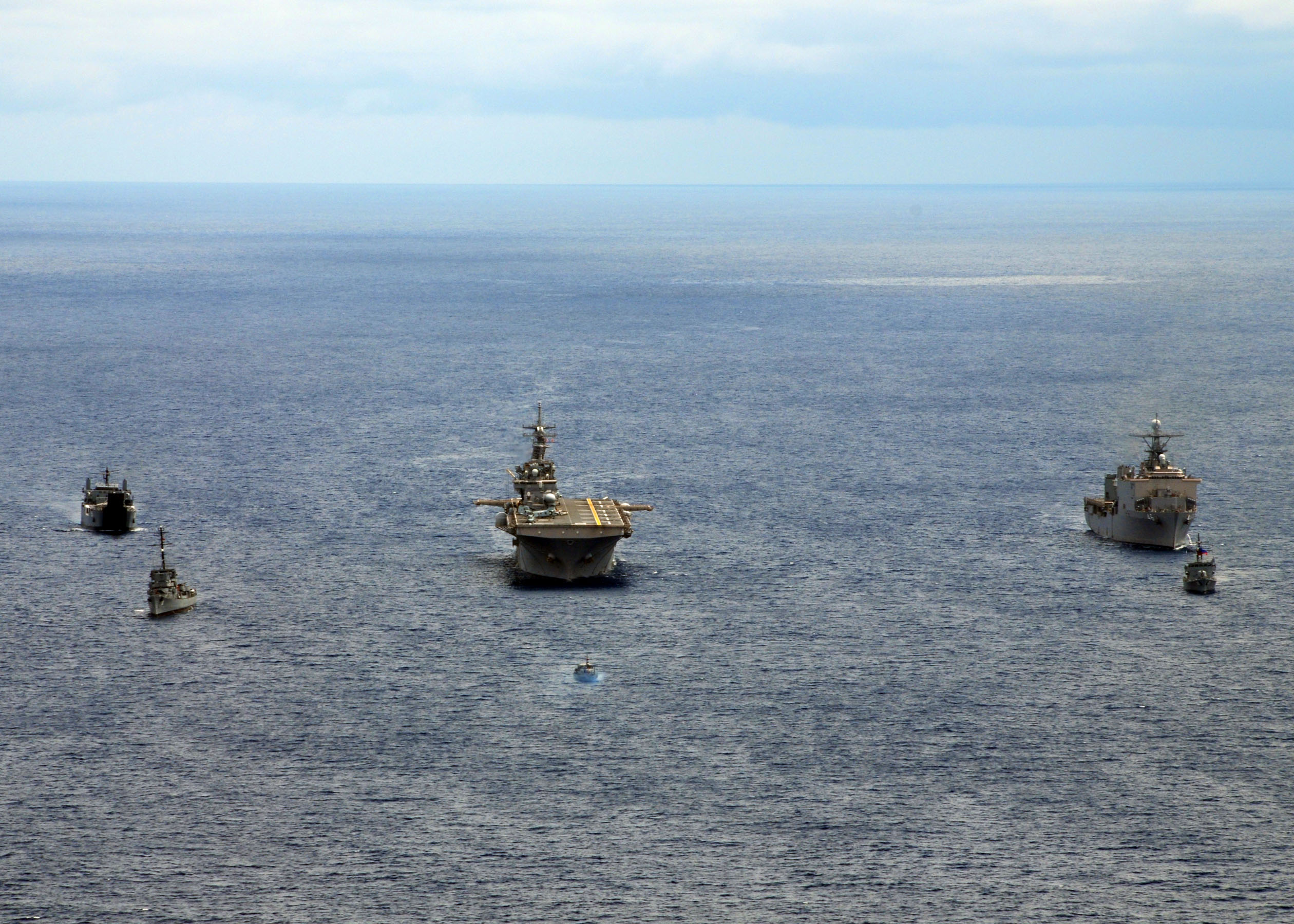
バリカタン2009
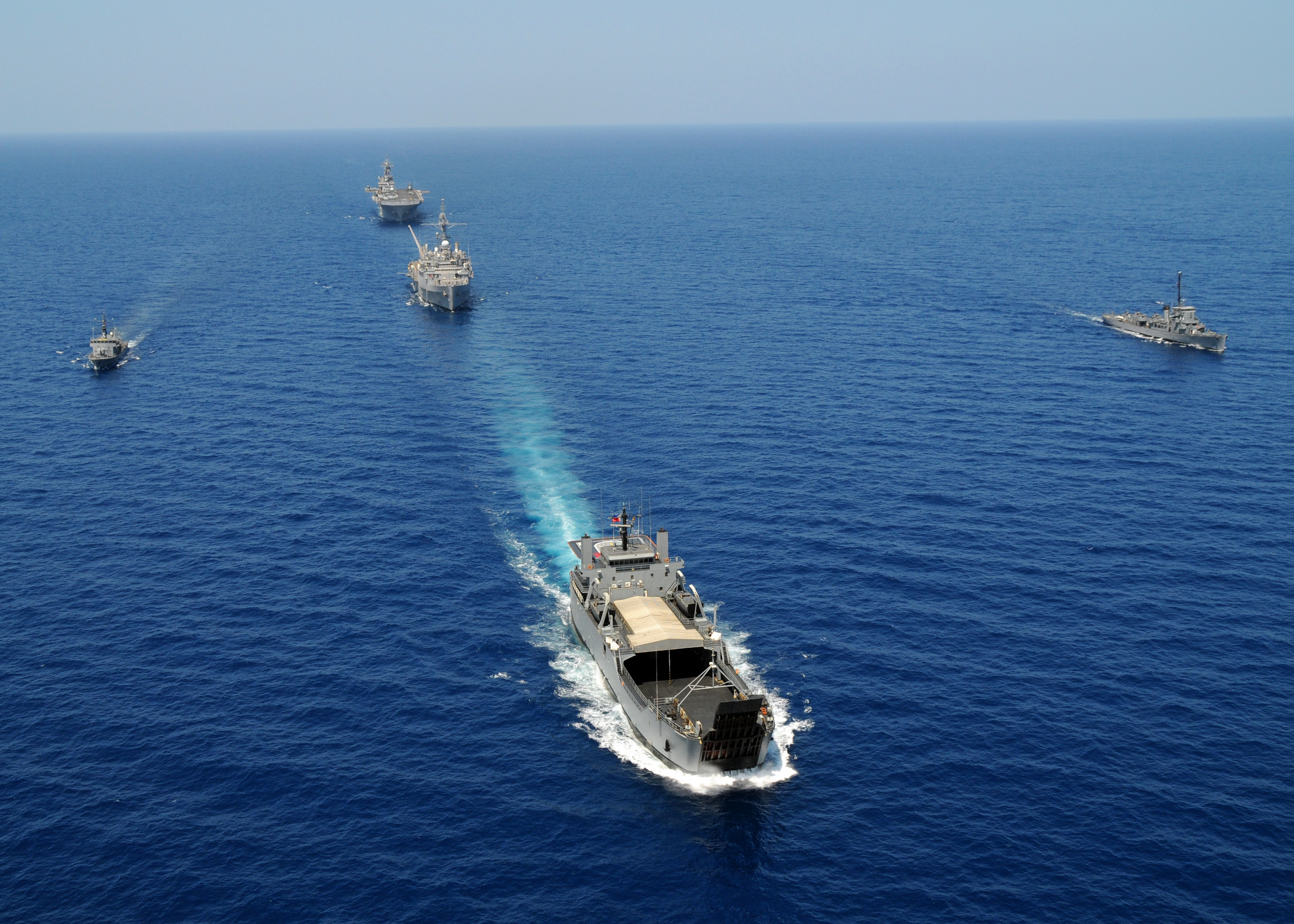
バリカタン2010

## 登場作品
『俺は、君のためにこそ死ににいく』2007年公開の映画。海戦シーンの撮影に協力。